# Christos Vasilopoulos
Christos Vasilopoulos (en griego: Χρήστος Βασιλόπουλος, nacido el 16 de abril de 1978) es un actor de teatro, televisión y cine griego.  Es mejor conocido por interpretar a Lefteri en Erotas. Apareció como Olek en la primera temporada de la serie Banshee de Cinemax.

## Vida personal
Vasilopoulos se casó con Antonia Ventouras el 2 de julio de 2011. La boda se celebró en Fiscardo, en la isla de Cefalonia, Grecia.
El matrimonio terminó en 2012 y su divorcio se presentó oficialmente en 2014.

## Filmografía
| Año  | Título                               | Papel                      | Notas               |
| ---- | ------------------------------------ | -------------------------- | ------------------- |
| 1999 | Diakritiki goiteia ton arsenikon, I  | -                          |                     |
| 2003 | Hartino karavi                       | -                          |                     |
| 2005 | Omiros                               | -                          |                     |
| 2005 | Erotas                               | -                          | Serie de televisión |
| 2006 | Istories tou astynomou Beka, Oi      | Christos Alexandris        | Serie de televisión |
| 2007 | Alithinoi erotes                     | -                          | Serie de televisión |
| 2007 | Deligianneion Parthenagogeion        | Rodolfos Pagourelis        | Serie de televisión |
| 2008 | Matomena homata                      | Stratis Xenos              | Serie de televisión |
| 2008 | Lola                                 | Grigoris Exarhos           | Serie de televisión |
| 2010 | Love at First Sight?                 | Chris                      | Cortometraje        |
| 2011 | A Quick Stop                         | El Policía                 | Cortometraje        |
| 2011 | Traci Lords: Last Drag               |                            | Cortometraje        |
| 2011 | Fresh Pursuit                        | David Komb                 |                     |
| 2011 | The Closer                           | David Komb                 | Serie de televisión |
| 2012 | Hollywood Dream                      | Alexandros                 |                     |
| 2012 | Pleasure or Pain                     | Jack                       |                     |
| 2012 | The Survival Game                    | Hector                     |                     |
| 2012 | Paramithiasmenes                     | Alexandros                 | Serie de televisión |
| 2013 | Banshee                              | Olek                       | Serie de televisión |
| 2015 | Metal Gear Solid V: The Phantom Pain | Dr. Evangelos Constantinou | Videojuego          |
| 2015 | Pocket Listing                       | Victor                     |                     |
| 2015 | Caged No More                        | -                          |                     |
| 2015 | Blindspot                            | Misha                      | Serie de televisión |
| 2016 | Days of Our Lives                    | Joven Victor Kiriakis      | Serie de televisión |
| 2016 | Guys Reading Poems                   | El Director                |                     |
| 2017 | Camp Cool Kids                       | Instructor Mark            |                     |
| 2017 | The Last Ship                        | Stavros Diomedes           | Serie de televisión |
| 2018 | Assassin's Creed Odyssey             | Greek Civilian (voz)       | Videojuego          |
| 2019 | Whiskey Cavalier                     | Marco                      |                     |
| 2020 | Warrior                              | Smits                      | Serie de televisión |
| 2021 | Antidote                             | Rizzo                      |                     |
| 2022 | The Enforcer                         | Silvio                     |                     |